# 1960 у хокеї з шайбою
Нижче наведені хокейні події 1960 року у всьому світі.

## Головні події
На чемпіонаті світу та зимових Олімпійських іграх у Скво-Веллі золоті нагороди здобула збірна США.
У фіналі кубка Стенлі «Монреаль Канадієнс» переміг «Торонто Мейпл-Ліфс».

## Національні чемпіони
- Австрія: «Клагенфурт»
- Болгарія: «Червено знаме» (Софія)
- Данія: КСФ (Копенгаген)
- Італія: «Діаволі» (Мілан)
- НДР: «Динамо» (Вайсвассер)
- Норвегія: «Волеренга» (Осло)
- Польща: «Гурник» (Катовиці)
- Румунія: «Меркуря-Чук»
- СРСР: ЦСКА (Москва)

- Угорщина: «Уйпешт Дожа» (Будапешт)
- Фінляндія: «Ільвес» (Тампере)
- Франція: «Булонь-Біянкур»
- ФРН: «Ріссерзеє» (Гарміш-Партенкірхен)
- Чехословаччина: «Руда Гвезда» (Брно)
- Швейцарія: «Давос»
- Швеція: «Юргорден» (Стокгольм)
- Югославія: «Акроні» (Єсеніце)

## Переможці міжнародних турнірів
- Кубок Шпенглера: «Булонь-Біянкур» (Франція)
- Кубок Ахерна: «Юргорден» (Стокгольм, Швеція)
- Кубок Татр: «Спартак Соколово» (Прага, Чехословаччина)
- Турнір газети «Советский спорт»: «Торпедо» (Горький)

## Народилися
- 8 лютого — Діно Чіккареллі, канадський хокеїст. Член Зали слави хокею (2010).
- 18 травня — Ярі Куррі, фінський хокеїст. Член зали слави хокею та зали слави ІІХФ.
- 1 червня — Володимир Крутов, радянський хокеїст. Олімпійський чемпіон.
- 24 липня — В'ячеслав Биков, радянський і російський хокеїст. Олімпійський чемпіон.
- 7 вересня — Пол Маршалл, канадський хокеїст.
- 2 жовтня — Гленн Андерсон, канадський хокеїст. Член зали слави хокею.
- 4 листопада — Ігор Ліба, чехословацький хокеїст. Чемпіон світу.
- 3 грудня — Ігор Ларіонов, радянський хокеїст. Олімпійський чемпіон.
- 28 грудня — Рей Бурк, канадський хокеїст. Член Зали слави хокею.